# SYML
Браян Феннелл (нар. 16 січня 1983), відомий як SYML — американський співак, музикант й автор пісень. Найбільш відомий своїм синглом «Where's My Love», який протягом 20 тижнів був у чарті Billboard Hot Rock Songs та згодом став вірусним у TikTok. Раніше SYML був учасником інді-гурту Barcelona, а свій однойменний дебютний альбом випустив 3 травня 2019 року через лейбл Nettwerk Records.

## Біографія
Браян Феннелл народився 16 січня 1983 року в Іссакуа, штат Вашингтон, у сім'ї прийомних батьків. З юних років почав вивчати класичне фортепіано, часто грав у будинку престарілих своєї бабусі. Почав писати власну музику, коли йому було 18 років, і його перша пісня була використана як механізм подолання психологічної травми після смерті однокласника.Після середньої школи Браян вступив до Тихоокеанського університету в Сіетлі, де здобув ступінь музичної освіти з акцентом на перкусії. Після багатьох років життя в Сіетлі та його околицях він повернувся до свого рідного міста й проживає там, пише та продюсує пісні в домашній студії.

## Кар'єра
Феннелл виступає в рамках сольного проекту SYML, що валлійською означає «простий» і вимовляється як «сім-мюль». Псевдонім натхненний його власною особистою спадщиною від його біологічних батьків, які є валлійцями. Його досвід з усиновленням і спадщиною впливають на написання пісень.

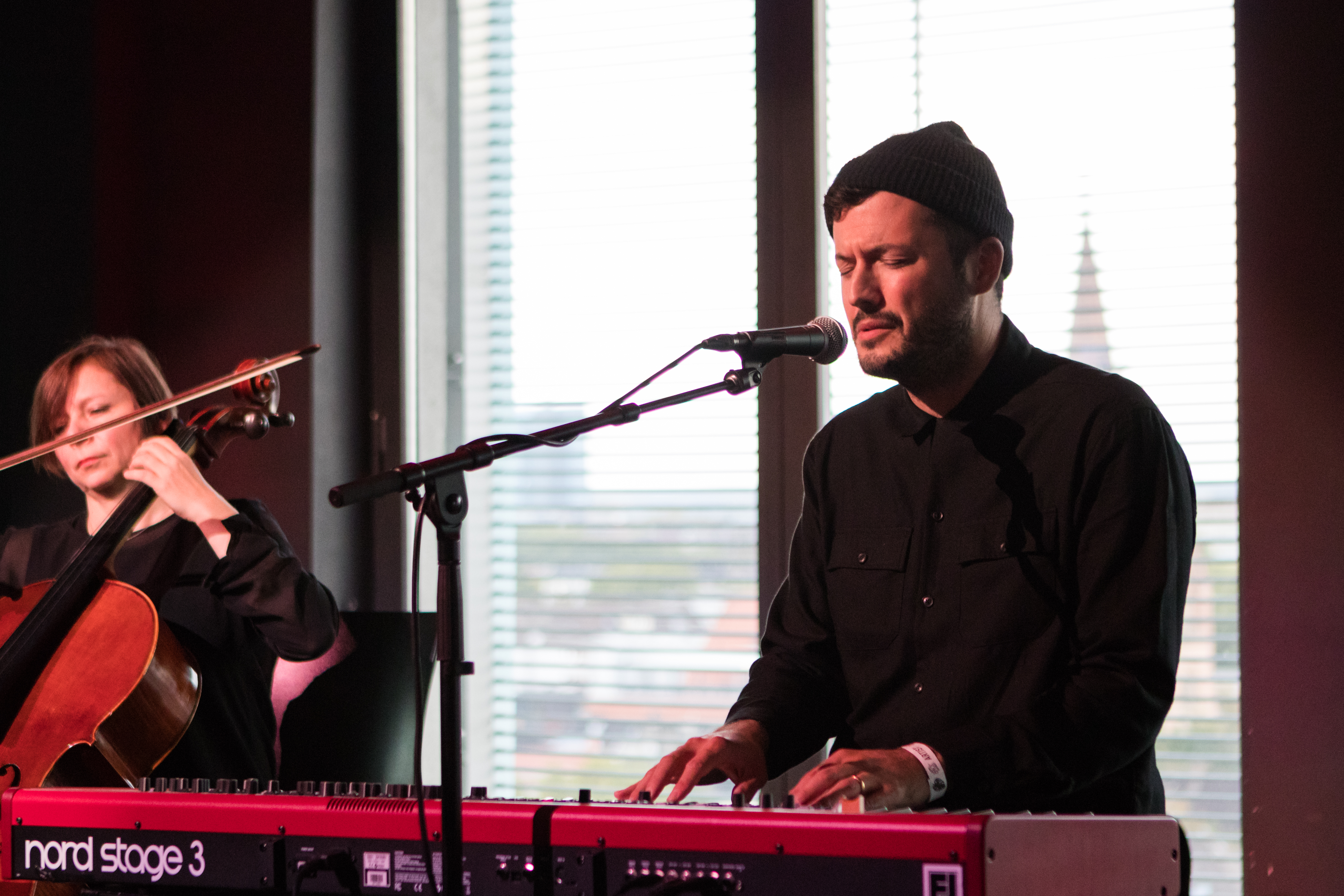
SYML на фестивалі Way Back When 2017 у Дортмунді

Браян дебютував із сольним мініальбомом Hurt for Me у 2016 році з уже платиновим синглом «Where's My Love». Надалі випустив декілька піснь, серед яких «Mr. Sandman», «Girl», «Clean Eyes», «God I Hope This Year Is Better Than the Last», «Wildfire» та мініальбом In My Body.
У 2019 році SYML випустив однойменний із псевдонімом повноформатний альбом, у який увійшло 12 пісень.
У 2021 році випустив свою третю роботу під назвою DIM, вплив на яку мав діагноз раку його покійного батька. Феннелл вважає, що слово «тьмяний» (англ. dim) ідеально описує траур — тему, яку він продовжує піднімати протягом усієї своєї роботи.

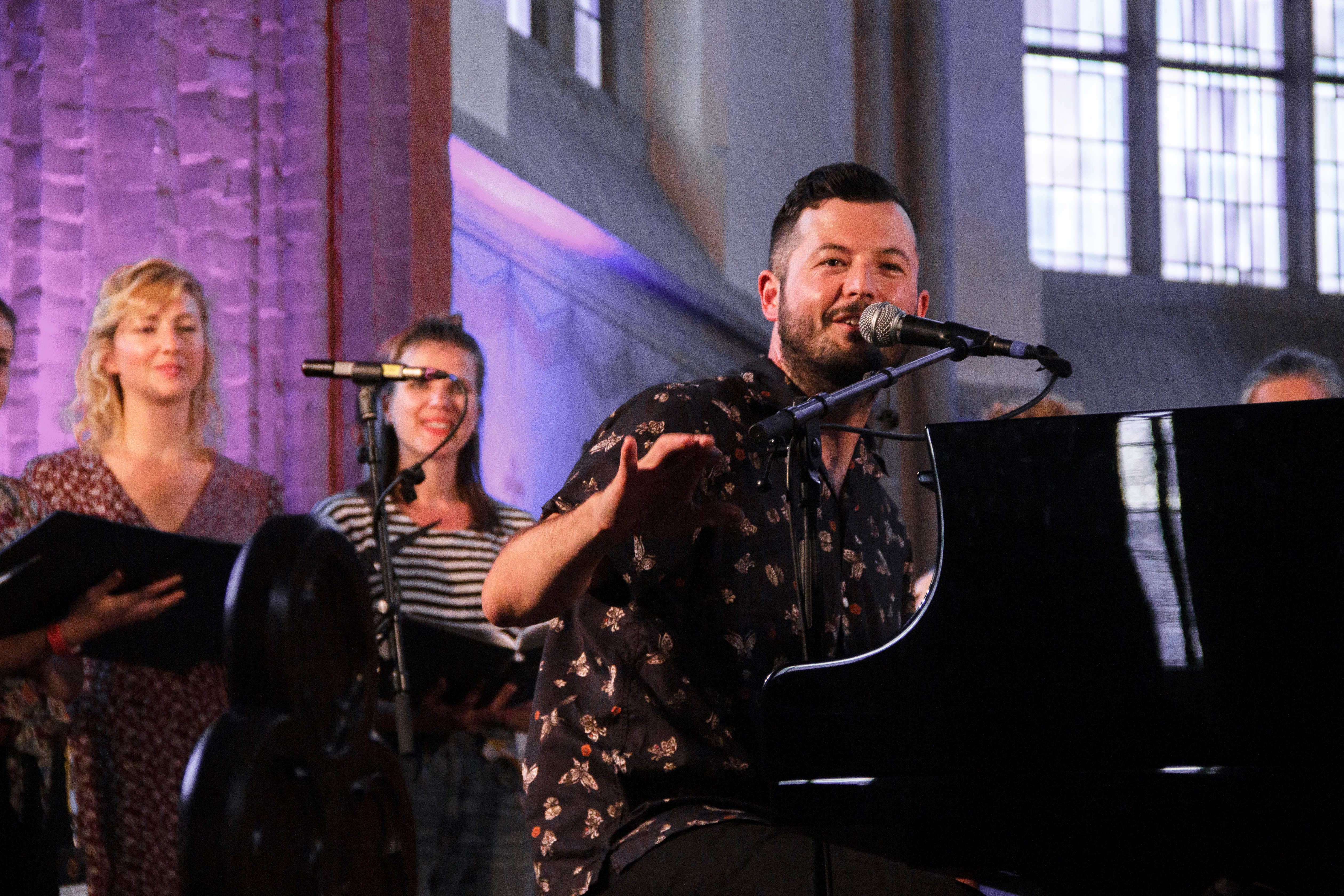
SYML у церкві Св. Георгія на Haldern Pop Festival 2019

Після того, як його пісня «Where's My Love» була використана в телешоу Teen Wolf, вона протягом 20 тижнів була в чарті Billboard Hot Rock Songs. У 2018 році пісня отримала золоту сертифікацію в Канаді та Бельгії і двічі посіла перше місце в канадському рейтингу CBC Top 20. Пісня «Wildfire» з'явилася в бельгійському підлітковому драматичному вебсеріалі wtFOCK, адаптації норвезького серіалу SKAM. Пізніше «Where's My Love» мала важливе місце в трейлері фільму «У полоні стихії» 2018 року. Сингли SYML «Where's My Love», «Fear of Water» і «Body» були представлені в американському надприродному драматичному телесеріалі Shadowhunters. У 2020 році «Where's My Love» з'явилася у фільмі «Хімічні серця».
7 грудня 2022 року було оголошено, що SYML співпрацював над альбомом Лани Дель Рей Did You Know That There's a Tunnel Under Ocean Blvd.
3 лютого 2023 року випустив новий альбом під назвою The Day My Father Died, який складається з 15 треків.